# Scherwiller
Scherwiller é uma comuna francesa na região administrativa de Grande Leste, no departamento Baixo Reno. Estende-se por uma área de 18,08 km². Em 2010 a comuna tinha 3 259 habitantes (densidade: 180,3 hab./km²).